# Proeidosa polysema
Proeidosa polysema là một loài bướm ngày thuộc họ Hesperiidae. Nó được tìm thấy ở Bắc Úc, Queensland và Tây Úc.
Sải cánh dài khoảng 30 mm (1,2 in).
Ấu trùng ăn Triodia species, bao gồm Triodia microstachya, Triodia pungens and Triodia mitchellii. They construct a tent-shaped shelter made from silk and twisted leaves of its host plant ở đó nó rests during the day.